# اثر بور

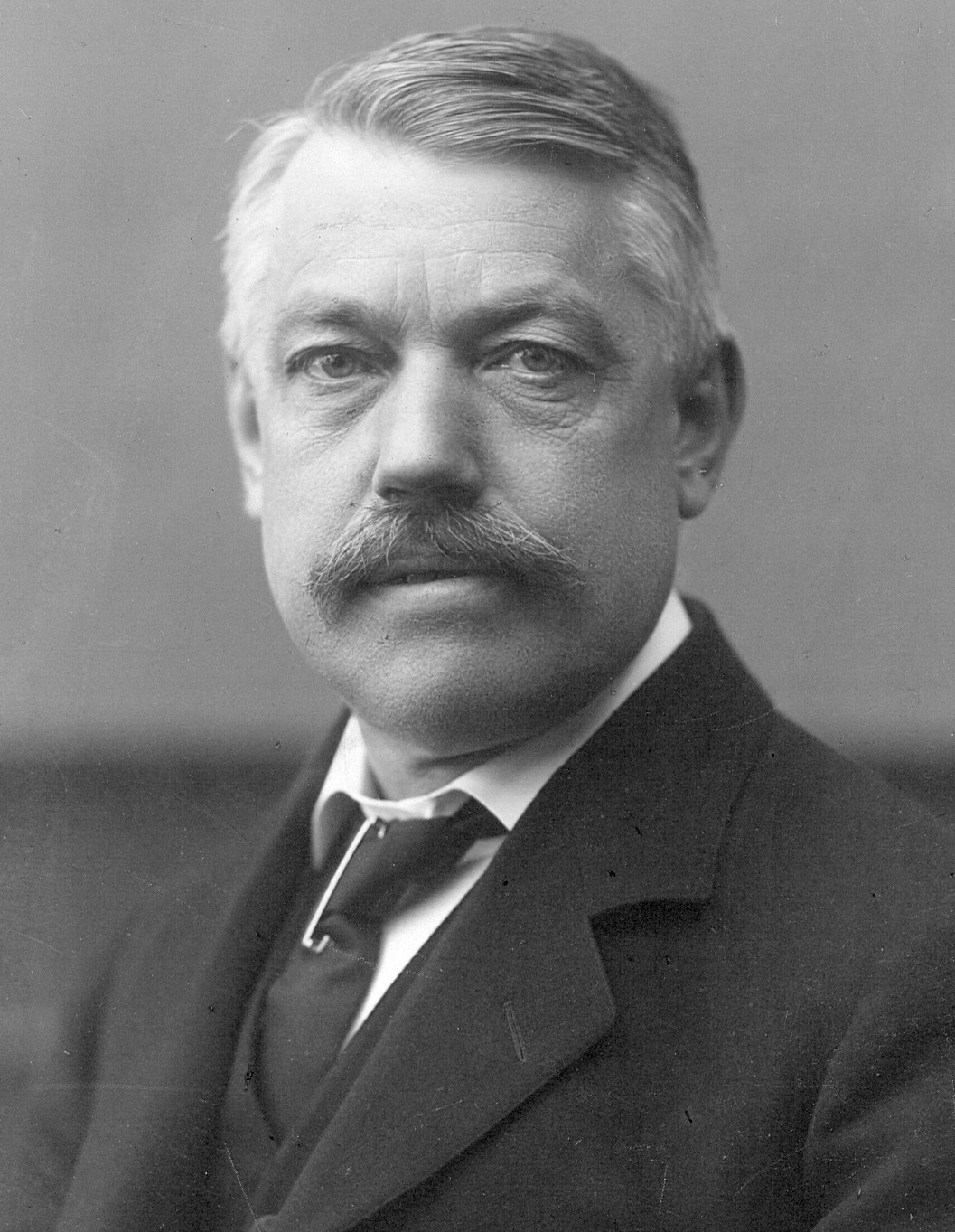
کریستین بور (پدر نیلز بور) که در سال ۱۹۰۴ به کشف این اثر پرداخت.

اثر بور (به انگلیسی: Bohr effect) یک پدیده فیزیولوژیکی است که برای اولین بار در سال ۱۹۰۴ توسط فیزیولوژیست دانمارکی کریستین بور توضیح داده شد. تمایل هموگلوبین برای اتصال به اکسیژن اتصال میل (منحنی تفکیک هموگلوبین-اکسیژن را ببینید) رابطه معکوسی با اسیدیته و غلظت کربن دی‌اکسید دارد.  به بیانی دیگر، اثر بور به تغییر در منحنی تفکیک اکسیژن بر اثر تغییر غلظت دی اکسید کربن یا اسیدیته محیط اشاره دارد. 